# Oxisol

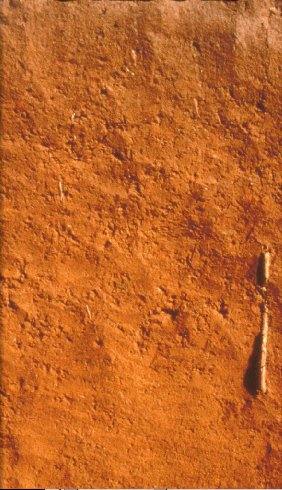
Oxisol.

Un oxisol est un ordre de sol, selon la taxonomie des sols de l'USDA, caractérisé par une altération très poussée de la roche-mère et  par la présence, dans la zone médiane du profil, d'un horizon d'accumulation des hydroxydes de fer et d'aluminium. Ce type de sol se trouve majoritairement comme sol de la forêt tropicale humide, entre 15-25 degrés nord et sud de l'équateur. Certains oxisols ont été classés précédemment comme sols latéritiques.

## Éléments de définition
Les oxisols sont définis comme contenant, à toutes profondeurs, moins de 10 % de minéraux météoritiques et une faible capacité d'échange cationique.
Les oxisols sont toujours de couleur rouge ou jaunâtre, due à leur forte teneur en fer(III) et en oxydes et hydroxydes d'aluminium. Ils contiennent également du quartz et de la kaolinite, plus de petites quantités d'alumine et de matière organique.
Dans l'ancienne classification des sols de l'Organisation des Nations unies pour l'alimentation et l'agriculture (FAO soil classification) et dans la Base de référence mondiale pour les ressources en sols, les oxisols sont référencés comme « ferralsols », produits par latéritisation (ferrallitisation).

## Étymologie
Le mot « oxisol » vient d'« oxide » (oxyde en français ou anglais) en référence à la prépondérance des oxydes de minéraux, telle la bauxite qui dominent dans sa composition.

## Formation des oxisols
Les principaux processus de formation conduisant à cet horizon caractéristique sont :
1. la météorisation ;
2. l'hydrolyse des minéraux ;
3. la lixiviation des cations et des silicates ;
4. l'accumulation d'hydroxydes d'aluminium (constituant de la bauxite : gibbsite, boehmite), d'hydroxydes de fer (goethite) et de silicates d'aluminium sous forme de minéraux argileux néoformés (kaolinite) ;
5. la pédoturbation (bioturbation du sol due essentiellement aux animaux et aux végétaux).

Les scientifiques pensent, qu'à l'origine, l'épaisse végétation de la forêt humide tropicale devait fournir de riches nutriments, mais que les pluies souvent fortes et parfois très fréquentes en passant à travers la couche d'humus du sol s'acidifiaient et lessivaient les minéraux provenant des couches superficielles du sol. 

Ceci force les plantes à trouver leurs nutriments dans la décomposition de l'humus, ce qui a rendu les oxisols infertiles par manque de matière organique et quasi-absence de minéraux solubles (lessivés par le climat très pluvieux et humide).

## Aire de répartition
De nos jours, on trouve des oxisols exclusivement dans les régions tropicales d'Amérique du Sud et d'Afrique, presque toujours sur les cratons continentaux très stables. En Australie, de vastes régions anciennement recouvertes par de la forêt humide sont devenues si sèches que les oxisols ont formé une cuirasse très dure de minerai de fer (ironstone en anglais) et que seuls des lithosols peuvent se former.

## Conséquences écopaysagères
La forêt tropicale entretient une couche d'humus sur ce sol difficilement perméable. Une fois déforesté et la couche d'humus enlevée, ce sol devient très compact et dur sous le soleil. Détrempé par les pluies abondantes, il devient bourbeux et glissant, dû à sa forte composition d'argile.

## Oxisols fossiles
Ils sont connus depuis la première apparition d'oxygène libre (dioxygène) dans l'atmosphère terrestre il y a environ 2,2 milliards d'années.
Pendant les périodes chaudes, comme le mésozoïque et le paléocène, les oxisols s'étendirent jusque dans des régions connues actuellement pour avoir un climat assez froid, comme l'Amérique du Nord ou l'Europe. On pense que les oxisols ont été recouverts par la végétation plus tardivement que les ultisols ou que les alfisols, probablement parce que la végétation a mis plus longtemps à s'adapter à l'infertilité des oxisols.

## Usages agricoles, agropastoraux ou agrosylvicoles
Les oxisols sont souvent utilisés pour des cultures tropicales comme le cacao et le caoutchouc.
Du riz y est localement aussi cultivé.
La mise en culture permanente des oxisols dans les régions à faible revenu est très difficile en raison de leur faible capacité d'échange cationique et de leur trop grande capacité de fixation du phosphore sur les oxydes de fer et d'aluminium.
Toutefois, de nombreux oxisols peuvent être cultivés dans une large gamme de conditions d'humidité. Grâce à ça, des oxisols peuvent être exploitées intensivement pour l'agriculture dans certaines régions qui sont assez riches pour soutenir les pratiques agricoles modernes (y compris les ajouts réguliers de chaux et d'engrais). Un exemple récent est la culture moderne du soja au Brésil.

## Classification
Les oxisols sont divisés en sous-ordres suivant :
- Aquox : oxisols avec des nappes d'eau à la ou près de la surface pendant la majeure partie de l'année
- Perox : oxisols des climats humides permanents, où les précipitations mensuelles excèdent l'évapotranspiration
- Torrox : oxisols des climats arides. Le climat actuel ne pouvant produire assez de météorisation pour créer des oxisols, les torrox sont tous des sols fossiles (paléosols) formés durant des périodes au climat beaucoup plus humide.

On les trouve principalement en Afrique du Sud.
- Ustox : oxisols des climats semi-arides ou subhumides
- Udox : oxisols des climats humides